# Psyllocamptus quadrispinosus
Psyllocamptus quadrispinosus är en kräftdjursart som beskrevs av Kunz 1975. Psyllocamptus quadrispinosus ingår i släktet Psyllocamptus och familjen Ameiridae. Inga underarter finns listade i Catalogue of Life.